# Sashalmi József
Sashalmi József  (Székesfehérvár, 1955. július 22. –) magyar színész.

## Életpályája
Székesfehérváron született, 1955. július 22-én. A Ságvári Endre Gép- és Híradásipari Szakközépiskolában érettségizett 1973-ban. 1977 és 1981 között a Színművészeti Főiskola hallgatója, Szirtes Tamás és Kállai Ferenc voltak osztályvezető tanárai. Diplomás színészként pályáját a Veszprémi Petőfi Színházban kezdte 1981-ben. 1982 őszétől a szolnoki Szigligeti Színházhoz szerződött. 1985-től ismét veszprémi színész. Vándorfi Lászlóval és Oravecz Edittel alapító tagjai a Pannon Várszínháznak (2001). Fellépett a Kocsiszínház társulattal, játszott a tatabányai Jászai Mari Színházban, és a székesfehérvári Vörösmarty Színházban is, és 2004-től a dunaújvárosi Bartók Kamaraszínházban. Rendezéssel is foglalkozik.

## Fontosabb színházi szerepei
- Bertolt Brecht: Koldusopera... Peacock
- William Shakespeare: Vízkereszt vagy amit akartok... Malvolio; Nemes Büffögh Tóbiás, Olivia nagybátyja
- William Shakespeare: Szentivánéji álom... Lysander
- William Shakespeare: Rómeo és Júlia... Benvolio
- William Shakespeare: Lear király... Alban fejedelem
- William Shakespeare: Hamlet... Színész
- William Shakespeare: Szeget szeggel... Tuskó, együgyű rendőr
- William Shakespeare: A makrancos hölgy, avagy a hárpia megzabolázása... Grémio
- Carlo Goldoni: A legyező... Di Roccamarina, gróf
- Anton Pavlovics Csehov: A dohányzás ártalmasságáról... Nyuhin
- Anton Pavlovics Csehov: Cseresznyéskert... Jepihodov, Szemjon Pantyelejevics, könyvelő
- Anton Pavlovics Csehov: Három nővér... Prozorov, Andrej Szergejevics
- Fjodor Mihajlovics Dosztojevszkij: Karamazovok... Vizsgálóbíró
- Lev Nyikolajevics Tolsztoj - Mark Rozovszkij: Legenda a lóról... Tábornok és Bobrinszkij
- Molière: Tartuffe... Cléante, Orgon sógora
- Molière: Scapin furfangjai... Scapin
- Arisztophanész: Lüszisztraté... Tanácsos
- Ruzante: A csapodár madárka... Ruzante, Menato komája
- Marin Držić: Dundo Maroje... szereplő
- Hans Sachs: A lovag meg az ibolya... Bolond
- Móricz Zsigmond: Rokonok... Kardics
- Móricz Zsigmond: Légy jó mindhalálig... Valkay tanár úr; Pedellus
- Molnár Ferenc: Liliom... Kapitány; Fogalmazó
- Krúdy Gyula - Kapás Dezső: A vörös postakocsi... Pimpi, pesti dandy
- Örkény István: Forgatókönyv... Misi bohóc
- Tamási Áron: Tündöklő Jeromos... Kántor
- Németh László: Husz János... Másik őr
- Illyés Gyula: Dupla vagy semmi... Máté
- Weöres Sándor: Holdbéli csónakos... Vitéz László
- Petőfi Sándor: Tigris és hiéna... II. Béla
- Heltai Jenő: A néma levente... Mátyás király
- Heltai Jenő: Egy fillér... Károlyka
- Ion Luca Caragiale: Farsang... Adóhivatali gyakornok
- Ion Luca Caragiale: Az elveszett levél... Választópolgár
- Ion Luca Caragiale: Zűrzavaros éjszaka... Spiridon, mindenes háziszolga Dumitrache házában
- Eugène Ionesco: A kopasz énekesnő... Mr. Martin
- Luigi Pirandello: IV. Henrik... Landolf
- Friedrich Schiller: Ármány és szerelem... Wurm
- Friedrich Dürrenmatt: Az öreg hölgy látogatása... Tanár
- Arthur Miller: Az ügynök halála... Bernard
- George Bernard Shaw: Szent Johanna... Ladvenu, domonkos rendi szerzetes
- Samuel Beckett: Az utolsó tekercs... Krapp
- Heinrich von Kleist: Homburg hercege... Siegfried von Mörner
- Frank Wedekind: Nicolo király... Prokurátor
- Charles Dickens – Wolf Mankowitz: A Pickwick klub... Nathaniel Winkle, a Pickwick klub tagja
- Georges Feydeau: Egy hölgy a Maximból... Marollier hadnagy
- Bohumil Hrabal: Bambini di Praga... Bucifal
- Sławomir Mrożek: Emigránsok... A A
- Viktor Rozov: Szállnak a darvak... Misa, diák
- John Steinbeck: Egerek és emberek... Carlson
- Frederick Knott: Várj, amíg sötét lesz... Mike
- John Millington Synge: A nyugati világ bajnoka... Shawn Keogh, fiatal gazda
- Spiró György: Az imposztor... Chodzko, kritikus
- Eörsi István: Párbaj egy tisztáson... Menyhért
- Gyurkovics Tibor: Boldogháza... Hantos Mihály, váltóőr
- Pilinszky János: Élőképek... szereplő
- Gáli József: Szabadsághegy... Pelleg István
- Gosztonyi János: Kabaré Hungária – a pesti kabaré története... második karakter; Oszkár; Dr. Koltai
- Szigethy András: Kegyelem... Punkbróker
- Emőd Tamás – Török Rezső: Ipafai lakodalom... Cziha Antal, költő
- Bella István: Szent Margit passió... Marcellusz; Pap
- Asztalos István – Kovács Attila: Börtönmusical... Bert
- Asztalos István – Kovács Attila: Gizella... Wolfgang; Asztrik; Gellért
- Asztalos István – Kovács Attila: István... Püspök
- Asztalos István – Kovács Attila: Kinizsi Pál... Bujkó
- Vándorfi László: Jézus Krisztus... József; Pilátus
- Vándorfi László – Adorján Viktor: Reneszánsz királyi esküvő... Vetési Albert veszprémi püspök
- Vándorfi László: Íme, az ember... szereplő
- Vándorfi László: Paraszt biblia... szereplő
- Karinthy Frigyes – Vándorfi László: Tanár úr kérem... Tanár
- Gere István: Egérfogó... Thomas Poope, színész
- Drago Jančar: A nagy brilliáns valcer... Emerik, zongorista
- Alfred de Musset: Lorenzaccio... Tebaldeo, festő
- Henry Farrel – Lukas Heller: Hová tűntél, Baby Jane?... Edwin Flagg, zeneszerző
- Paul Pörtner: Hajmeresztő... szereplő
- Rain_er Lewandowski: Ma nincs Hamlet... Ingo Sassmann, függönykezelő
- Hervé: Nebácsvirág... Celestin, zeneszerző és orgonista
- Lehár Ferenc: Luxemburg grófja... Lord Worchester
- Eisemann Mihály: Én és a kisöcsém... Kelemen Félix, tápszergyáros
- Déry Tibor – Pós Sándor – Presser Gábor – Adamis Anna: Képzelt riport egy amerikai popfesztiválról... Frantisek; Riporter
- Leonard Bernstein: West Side Story... Snowboy
- Andrew Lloyd Webber – Tim Rice: Jézus Krisztus szupersztár... Pilátus
- Franz von Schönthan – Paul von Schönthan – Kellér Dezső – Horváth Jenő – Szenes Iván: A szabin nők elrablása... Kobak, iskolaszolga
- Dés László – Böhm György – Horváth Péter – Korcsmáros György: Valahol Európában... Egyenruhás
- Háy Gyula: A ló... Kocsmáros
- Bakonyi Károly – Szirmai Albert – Gábor Andor: Mágnás Miska... Pixi gróf
- Duró Győző (összeállító): Párizs ege alatt... Gaston
- Müller Péter: Szomorú vasárnap... Jani pincér
- Wilhelm Müller: Téli utazás... táncos
- Ingmar Bergman: Fafestmény... Jöns
- Csukás István: Utazás a szempillám mögött... Kálmán bácsi; Pók; Dísztök
- Miskolczi Miklós: A százados... Az idős Villányi Nándor százados
- Jaroslav Hašek: Svejk...Katz, tábori lelkész
- Giambattista Della Porta: A szolgálólány, avagy a cselekvések komédiája... Facio, jogi doktor
- Eugene O’Neill: Vágy a szilfák alatt... Ephraim Cabot
- Pierre-Augustin Caron de Beaumarchais: Egy őrült nap, avagy Figaro házassága... Bartolo, sevillai orvos
- Sobor Antal: Perelj, Uram!... Százados; Őrparancsnok

## Rendezéseiből
- Sultz Sándor – Szalay Kriszta: Csipkerózsikaland (Veszprémi Petőfi Színház)
- Csukás István: Ágacska (Veszprémi Petőfi Színház)
- Carlo Collodi – Litvai Nelli: Pinokkió (Veszprémi Petőfi Színház)
- Gabnai Katalin: A macskacicó (Veszprémi Petőfi Színház)
- Rainer Lewandowski: Ma nincs Hamlet (Vörösmarty Színház, Székesfehérvár)

## Filmek, tv
- Dundo Maroje (1979)
- Szerelmem Elektra (1980)
- Ítélet és igazság (1982)
- Fazekak (1982)
- Mint oldott kéve (sorozat)

Franciaország 1855-1857 című rész (1983)